# Werner Kern (Fußballtrainer)
Werner Kern (* 23. Februar 1946 in Berchtesgaden) ist ein ehemaliger deutscher Fußballtrainer und -funktionär.

## Sportlicher Werdegang
Nach mehreren Stationen als Spieler und Spielertrainer bei diversen bayerischen Amateurvereinen schloss sich Kern 1973 dem FC Bayern München an. Dort war er einerseits Trainer der Amateurmannschaft des Klubs, andererseits unterstützte er als Assistent bei der Profimannschaft. Als Lattek am 2. Januar 1975 einer Entlassung durch Bayern-Präsident Wilhelm Neudecker zuvorkommend das Cheftraineramt aufgab, rückte Kern als Interimstrainer für die anstehende Trainingsreise nach Japan auf. Vor Beginn der Rückrunde der Bundesliga-Spielzeit 1974/75 übernahm Dettmar Cramer die Cheftrainerrolle und Kern rückte wieder in die zweite Reihe, ehe er im Sommer 1977 eine neue Herausforderung suchte. Während seiner Zeit in München gewann er mit dem Klub unter anderem den Meistertitel, drei Mal den Europapokal der Landesmeister und den Weltpokal.
Kern übernahm Anfang Juni 1977 das Traineramt bei Wormatia Worms. Der Klub war in der Spielzeit 1976/77 unter Trainer Bernd Hoss Meister der 1. Amateurliga Südwest geworden, dieser verließ den Klub jedoch vor Beginn der anschließenden Aufstiegsrunde zur 2. Bundesliga als neuer Cheftrainer des Karlsruher SC. Kern blieb dort mit der Mannschaft ohne Niederlage, gegenüber dem punktgleichen Konkurrenten Borussia Neunkirchen setzten sich die Wormser aufgrund der um ein Tor besseren Tordifferenz durch – entscheidend war das abschließende direkte Aufeinandertreffen, in dem Emanuel Günther via Dreierpack die Wormatia zum Aufstieg schoss. In der Spielzeit 1977/78 überzeugte er mit der Mannschaft auch in der zweithöchsten Spielklasse und stand mit der Mannschaft im mittleren Tabellenbereich, als der Ligakonkurrent 1. FC Nürnberg die Fühler nach ihm ausstreckte. Vor dem letzten Spieltag entließ der seinerzeitige Rekordmeister nach einer Serie von sieglosen Spielen Horst Buhtz und verpflichtete Kern, der kurz zuvor mit Wormatia dem Aufstiegsaspiranten ein 2:2-Unentschieden abgetrotzt hatte, als Nachfolger. Die Mannschaft des Vizemeisters der Südstaffel um Norbert Eder, Bertram Beierlorzer, Peter Stocker, Horst Weyerich und Jürgen Täuber setzte sich in den Aufstiegsspielen zur Bundesliga gegen Rot-Weiss Essen nach einem 1:0-Heimspielerfolg nach einem Treffer von Hans Walitza und einem 2:2-Remis im Rückspiel (Slobodan Petrović und erneut Walitza trafen für den Club) durch. Zwar gelang mit Uli Hoeneß – man kannte sich gut aus gemeinsamer Bayern-Zeit bis Mitte des Jahrzehnts – eine namhafte Verpflichtung, dennoch stand der Klub direkt im Abstiegskampf. Nach dem 13. Spieltag der Spielzeit 1978/79 war die Mannschaft Tabellenletzte, zu Beginn der Winterpause wurde Kern beim Schlusslicht entlassen und durch Robert Gebhardt ersetzt.
Im Sommer 1979 heuerte Kern als Trainer des Zweitligisten Eintracht Trier an. Am Ende der Spielzeit 1980/81 verpasste er mit dem Klub trotz eines achten Tabellenplatzes – zwischenzeitlich stand die Mannschaft auch auf dem zweiten Tabellenrang – aufgrund der Einführung der eingleisigen 2. Bundesliga den Klassenerhalt. Er wechselte daraufhin zum Mitabsteiger SSV Ulm 1846, mit dem er in der Oberliga Baden-Württemberg antrat. Zwar gewann er mit den Spatzen die Meisterschaft der Spielzeit 1981/82, verpasste jedoch in der Aufstiegsrunde punktgleich mit dem FC Augsburg den möglichen Aufstieg, als die Fuggerstädter im Spiel gegen den bereits als Aufsteiger feststehenden FSV Frankfurt in der Nachspielzeit den 3:0-Endstand erzielten, der bei gleicher Anzahl kassierter Tore die um ein Tor bessere Tordifferenz bedeutete. Im Lauf der folgenden Spielzeit wurde Kern freigestellt und durch Paul Sauter ersetzt, mit dem die Ulmer im Sommer 1983 in die zweite Liga zurückkehrten.
Kern beendete daraufhin seine Trainerkarriere und war die folgenden 15 Jahre für Adidas als Promotion-Manager tätig. 1998 kehrte er zum FC Bayern München zurück, wo er als Abteilungsleiter zunächst für die Jugend- und Amateurabteilung des Vereins zuständig war. Dort begann er mit dem Aufbau des Nachwuchsleistungszentrums, das später am FC Bayern Campus seine Heimat finden sollte. Mit der Gründung der FC Bayern München AG wurde sein Zuständigkeitsbereich auch auf den Frauenfußballbereich in Zusammenarbeit mit Karin Danner ausgeweitet. Nachdem er bereits 2011 in den Ruhestand gehen wollte, verlängerte er zur Einarbeitung seines Kurzzeit-Nachfolgers Hans Jörg Butt – knapp einen Monat nach Amtsübernahme gab dieser im August 2012 seinen Rückzug bekannt und wurde durch Wolfgang Dremmler beerbt – seinen Vertrag nochmals um ein Jahr und verabschiedete sich Ende Juni 2012 vom FC Bayern.